# Francisco de Paula de Bourbon
Francisco de Paula Antônio Maria (Aranjuez, 10 de março de 1794 – Madri, 13 de agosto de 1865) foi um infante de Espanha, filho mais novo do rei Carlos IV e de Maria Luísa de Parma.  Ele também foi irmão do rei Fernando VII e tio e sogro da rainha Isabel II.
Sua educação na corte foi interrompida pela intervenção napoleônica na Espanha e sua partida para o exílio, em maio de 1808, provocou uma revolta popular que foi violentamente reprimida pelas tropas francesas. Nos dez anos seguintes, o infante viveu com seus pais em Marselha e depois em Roma.
Francisco só retornou à Espanha em 1818, chamado por Fernando VII, que o cobriu de honras e privilégios. Ele tinha um interesse especial pelas atividades artísticas, tornando-se um cantor e pintor amador. No ano seguinte, casou-se com sua sobrinha, a princesa Luísa Carlota das Duas Sicílias, filha mais velha de sua irmã, a rainha Maria Isabel. O casal teve onze filhos e era muito ativo nos assuntos políticos. Luísa Carlota foi fundamental para garantir a sucessão de sua sobrinha, a rainha Isabel II.
Durante a menoridade de Isabel II, Francisco foi excluído dos assuntos de governo por sua cunhada, a rainha-mãe regente Maria Cristina. Apoiados pelos liberais, ele e sua esposa tornaram-se ativos opositores e foram forçados a mudar-se para a França em 1838. Quando o general Baldomero Espartero assumiu a regência, o casal retornou à Espanha. Entretanto, como Francisco e Luísa Carlota também conspiraram contra Espartero, eles acabaram por ser novamente exilados. Com a proclamação da maioridade de Isabel II, eles foram autorizados a retornar. O infante e sua esposa centraram, então, suas esperanças em casar a jovem rainha com seu filho mais velho, o infante Francisco de Assis. Luísa Carlota morreu em 1844, sem ver seus planos concretizados: Francisco de Assis só desposou Isabel II, sob pressão da diplomacia francesa, em outubro de 1846. Como sogro e tio da rainha, Francisco de Paula ocupou uma posição de destaque na corte. No entanto, quando ele tentou intervir na política, foi exilado por um breve período em 1849. Em 1852, com a autorização da rainha, o infante contraiu um casamento morganático.

## Primeiros anos

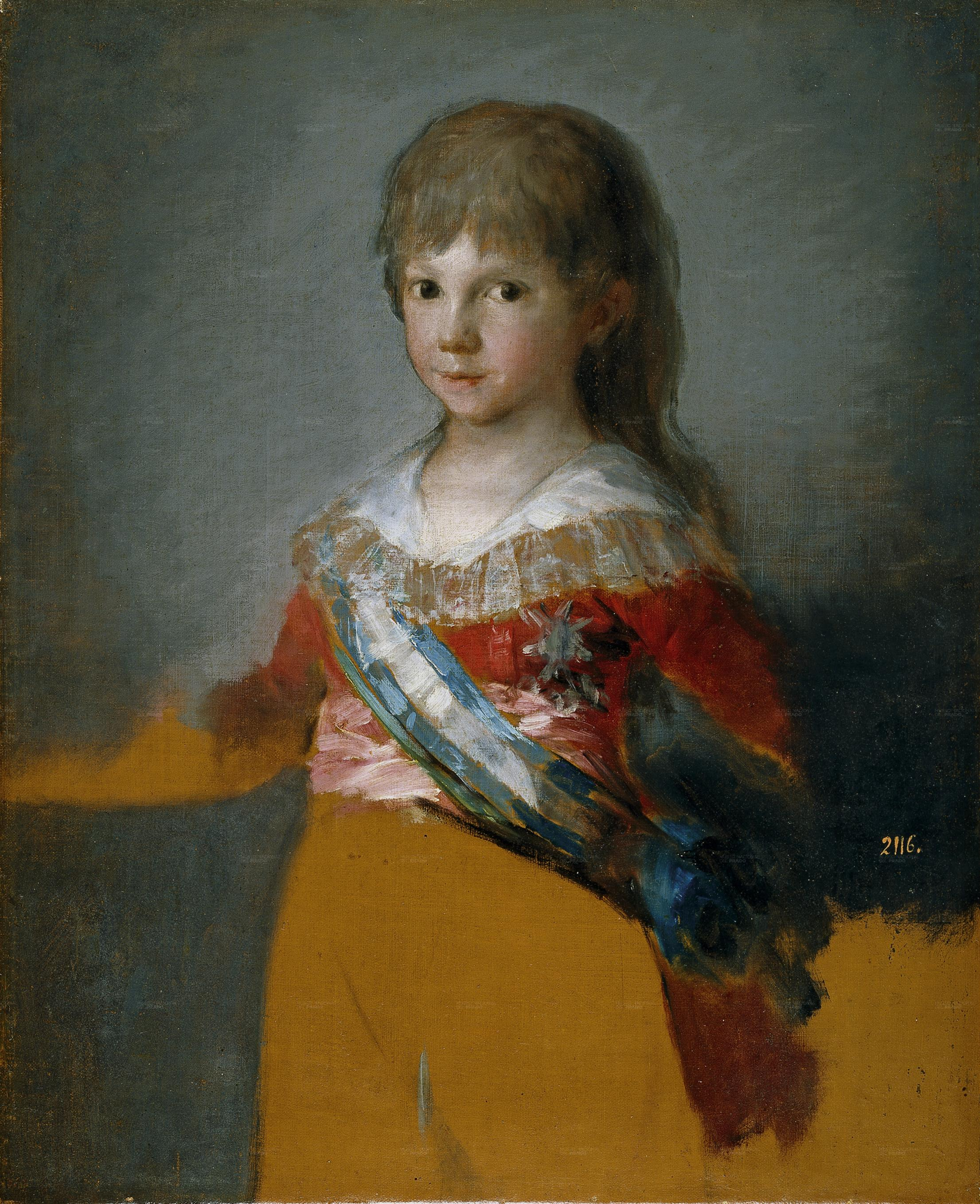
O Infante Francisco de Paula, por Francisco de Goya.

Nascido em 10 de março de 1794, no Palácio Real de Aranjuez, o infante Francisco de Paula Antônio foi o décimo quarto filho do rei Carlos IV de Espanha (1748-1819) e de Maria Luísa de Parma (1751-1819), neta do rei Luís XV de França. Seus pais já estavam casados há 29 anos quando ele nasceu e, como filho caçula, tornou-se o favorito da mãe. Seu pai tinha grande predileção pela caça e pelas coleções de relógios, mas pouco interesse pelos assuntos de estado. Assim, Carlos IV teve um papel passivo na direção de seu próprio reino, deixando o governo a cargo de sua esposa e de seu primeiro-ministro, Manuel de Godoy. A rainha  dominava completamente o rei. Sem a perspicácia política necessária para manter o poder por conta própria, Maria Luísa depositou sua confiança e os destinos do governo nas mãos de Godoy, por quem ela tinha grande consideração. Rumores na corte atribuíam a paternidade de Francisco de Paula e de sua irmã, a infanta Maria Isabel, a Godoy e não ao rei. No entanto, biógrafos e historiadores contemporâneos afirmam que tais rumores são improváveis.
Quando criança, Francisco de Paula tinha cabelos loiros, olhos castanhos e uma expressão suave. Na primavera de 1800, quando contava seis anos de idade, ele foi retratado por Francisco Goya na famosa pintura "A família de Carlos IV".
A educação de Francisco foi diferente daquela dada aos seus dois irmãos mais velhos, Fernando (então príncipe de Astúrias) e Carlos. O plano de estudos atribuído ao infante foi inspirado nas teorias pedagógicas de Johann Heinrich Pestalozzi. Tentando implementar esse sistema de ensino em toda a Espanha, Godoy convenceu o casal real a aplicá-lo ao seu filho mais novo. Embora destinado pelos pais a seguir carreira na marinha, o infante teve sua educação abruptamente interrompida pela intervenção napoleônica na Espanha.
Com o pretexto de resolver as diferenças entre Carlos IV e seu filho mais velho, Fernando VII, que assumiu o governo após o Motim de Aranjuez, Napoleão convidou os dois para uma reunião em Baiona, França, onde os pressionou à renunciar à coroa e entregá-la para ele. Depois de alcançar seu objetivo, Napoleão entregou a Espanha a seu irmão José e ordenou que os restantes membros da família real fossem banidos do país.
Enquanto seus pais e irmãos mais velhos estavam na conferência em Baiona, Francisco de Paula, à época com 14 anos de idade, foi deixado no Palácio Real de Madrid com sua irmã, a rainha deposta da Etrúria, e seus filhos. Em 2 de maio 1808, na partida do infante, o último remanescente masculino da família real em solo espanhol, uma multidão reuniu-se em frente ao palácio, na tentativa de impedir sua remoção. O surgimento de Francisco, pálido e tomado pela emoção, tocou a todos. Mal armada, a população enfrentou as tropas francesas e essa espontânea revolta popular contra os invasores espalhou-se por toda Madri, sendo duramente reprimida pelo general Murat.

## Exílio

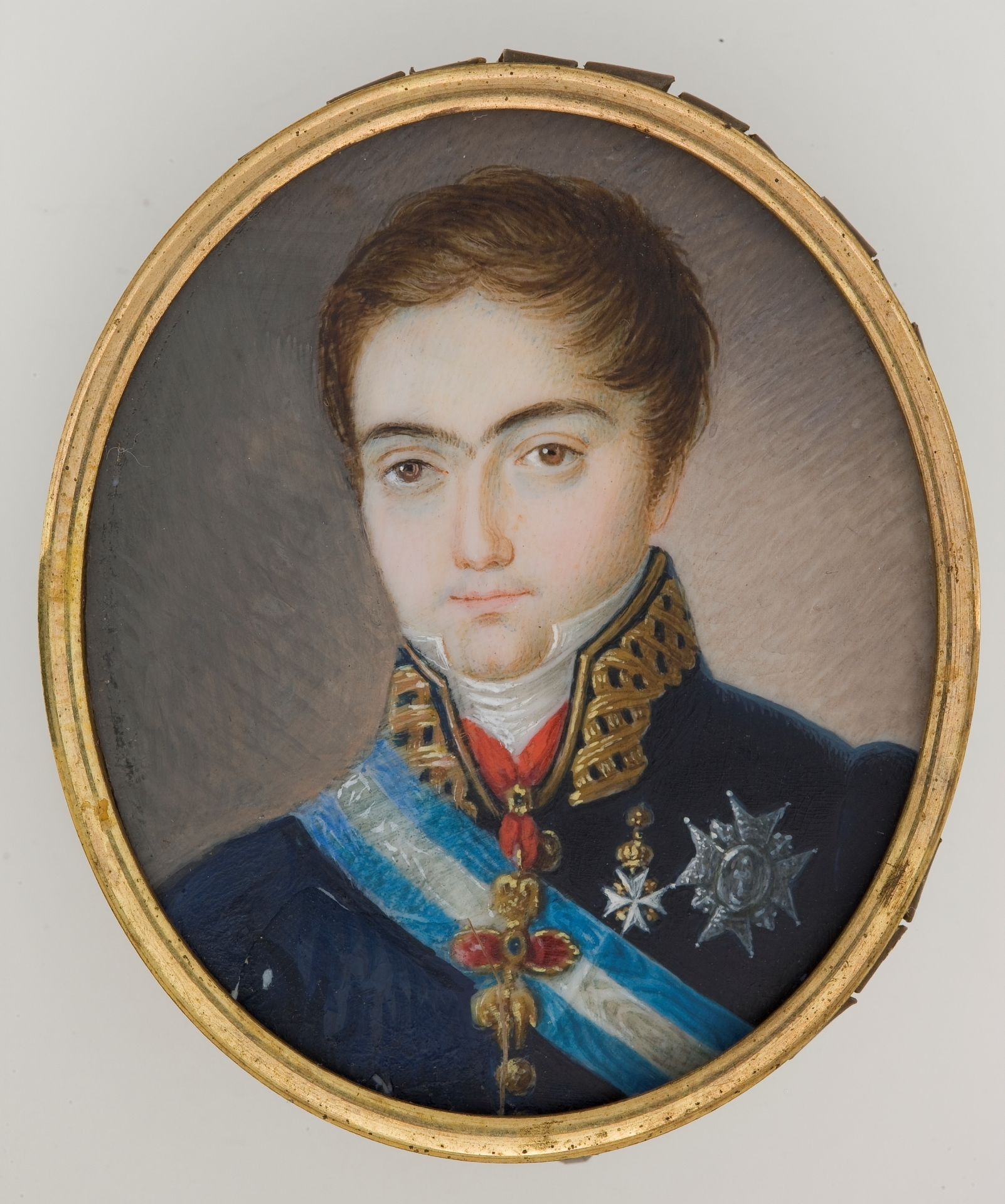
O infante quando adolescente.

Nos seis anos seguintes, todos os membros da família real espanhola viveram no exílio. Fernando VII, o infante Carlos e seu tio, o velho infante Antônio, foram confinados sob estreita vigilância no Castelo de Valençay. Francisco de Paula, ainda adolescente, foi a única criança autorizada a acompanhar os pais no exílio na França.
Carlos IV, a rainha e o infante Francisco de Paula, sempre seguidos por Godoy, foram instalados no Castelo de Compiègne, a nordeste de Paris. Em busca de um clima mais quente, eles se mudaram para Marselha em outubro de 1808. Lá, eles permaneceram por quatro anos, em circunstâncias cada vez mais tensas. Maria Luísa, a rainha Etrúria, foi presa por ordens de Napoleão em um convento de Roma. Para ficarem próximos a ela - e saudosos de seus primeiros anos em Nápoles e Parma -, os pais de Francisco mudaram-se com ele para Roma em julho de 1812, estabelecendo-se no Palácio Borghese. Durante os Cem Dias, após a fuga de Napoleão de Elba, Murat - rei de Nápoles desde 1808 - marchou sobre Roma em nome do imperador, fazendo com que a família fugisse para Verona. Após a derrota final de Napoleão, o grupo retornou a Roma e instalou-se no Palácio Barberini.
Enquanto a família real permaneceu no exílio, a educação de Francisco foi negligenciada. Godoy, que compartilhou a mesma casa com eles, deu-lhe algumas aulas. Em Roma, seus pais tentaram direcioná-lo para a vida eclesiástica. Ele recebeu ordens menores e usava trajes religiosos diariamente e o Papa Pio VII propôs torná-lo cardeal. No entanto, o infante não tinha inclinação real para a vida clerical. Sem nenhum irmão com idade aproximada, sua companhia constante era a filha de Godoy, Carlota, duquesa de Sueca. Em 1814, Francisco contava 20 anos e Carlota 14. Como tinham afeto um pelo outro, a rainha Maria Luísa desejava se casassem. O infante relutou, pois estava insatisfeito com a presença esmagadora de Godoy e da corrupção que o cercava. Assim, escreveu ao seu irmão, o rei, pedindo-lhe autorização para renunciar às suas ordens religiosas e permissão para seguir carreira no exército espanhol. Fernando VII, recolocado no trono após a queda de Napoleão, chamou seu irmão de volta à Espanha, a fim de frustrar a perspectiva de um casamento com a filha de Godoy. Em agosto de 1816, tanto Carlos IV quanto Maria Luísa permitiram a partida de seu filho mais novo, visto que seu comportamento em Roma vinha causando preocupação. Ele deixou a cidade em 22 de novembro.
Enquanto seguia por Lyon a caminho da Espanha, Francisco de Paula envolveu-se em um escândalo que atrasou a viagem. Foi descoberto que ele vinha tendo um caso com a amante de um dos seus criados, que se aproveitou da situação para lucrar algum dinheiro. O foi perdoado pelo irmão, mas Fernando VII retardou seu regresso a Madrid, ordenando-lhe que viajasse pelas cortes europeias. Nos 17 meses seguintes, Francisco visitou Paris, Bruxelas, Amsterdã, Frankfurt, Berlim, Weimar, Leipzig, Dresden, Praga e Viena. Havia planos para casá-lo com uma princesa da Saxônia. Em dezembro de 1817, Carlos IV propôs o casamento com uma das filhas gêmeas do rei da Baviera. Nenhum destes dois projetos chegou a ser concretizado. O infante desejava casar-se com sua sobrinha, a princesa Maria Luísa Carlota de Parma, então com 14 anos de idade. No entanto, a mãe da princesa, Maria Luísa (a ex-rainha da Etrúria), opôs-se à união, tendo em vista a pouca idade da filha e a diferença de idade entre os dois. Em março de 1818, Fernando VII, pressionado por sua esposa Isabel de Bragança, finalmente ordenou o retorno do irmão à Espanha.

## Duque de Cádis

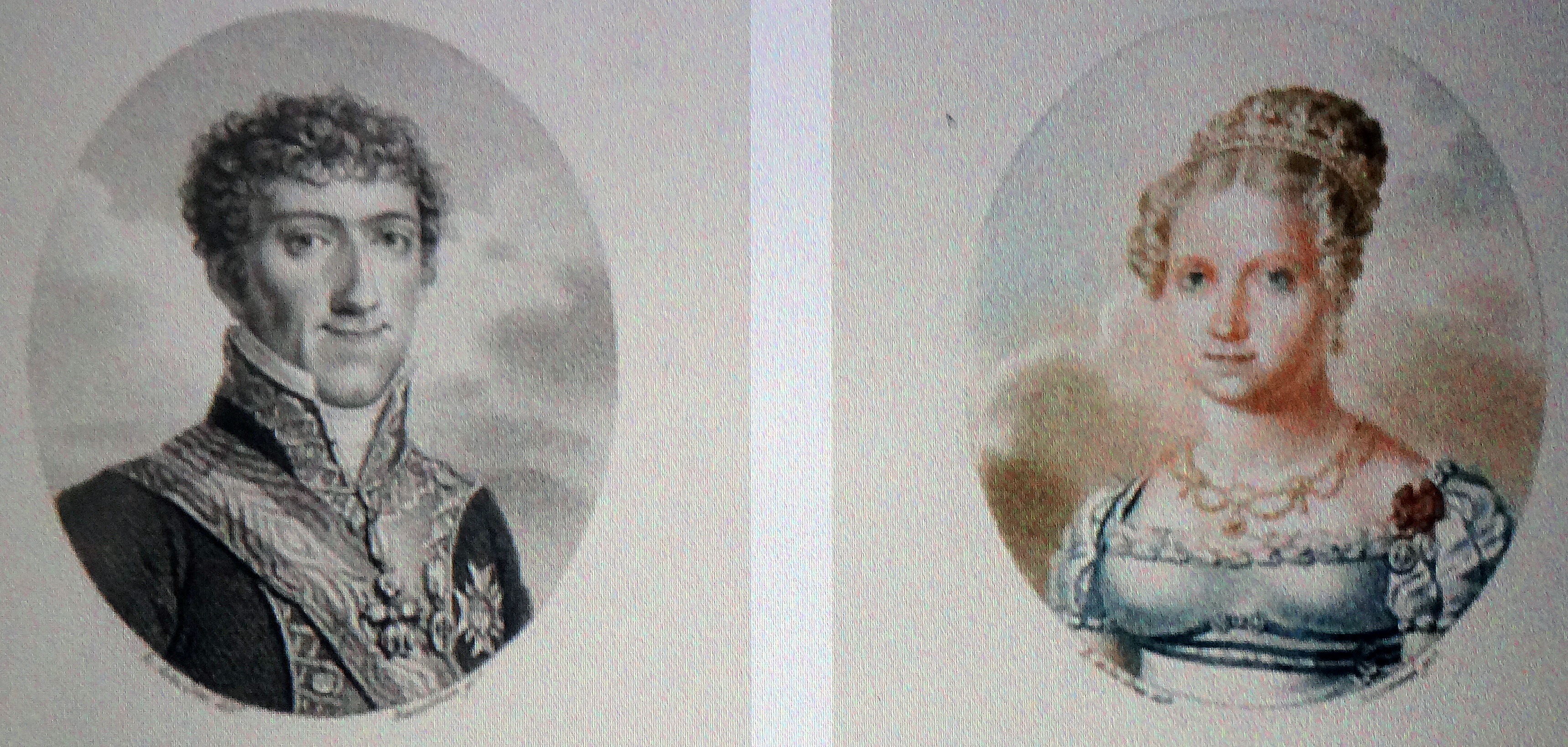
Infante Francisco de Paula e a princesa Luísa Carlota de Bourbon-Duas Sicílias.

Francisco regressou à Espanha em abril de 1818. Fernando VII não satisfez o desejo do infante de ocupar algum posto de comando no exército, mas concedeu-lhe diversas honrarias e privilégios. Ele recebeu o título de Duque de Cádis e foi feito cavaleiro das ordens de Santiago, Calatrava, Alcântara e Montesa, além de receber o controle e os rendimentos de algumas das grandes propriedades que estas ordens possuíam na Espanha. Quando foi feito cavaleiro da Ordem de São João de Jerusalém, ele também recebeu benefícios semelhantes. Além disso, ele recebeu a francesa Ordem do Espírito Santo e foi feito membro honorário da Academia Real Inglesa.
Pouco antes de sua morte, o rei Carlos IV negociou, com o consentimento de Fernando VII, o casamento de Francisco com a princesa Luísa Carlota de Bourbon-Duas Sicílias. Luísa Carlota era a filha mais velha de Francisco I das Duas Sicílias e Maria Isabel de Espanha, irmã de Francisco. Eles se casaram por procuração em 15 de abril de 1819. Em 14 de maio, Luísa Carlota chegou a Barcelona e em 9 de junho, ocorreu a cerimônia religiosa, no Palácio Real de Madrid. O infante tinha tinha vinte e cinco anos de idade e a princesa apenas quinze. Animada, espirituosa, obstinada, temperamental e ambiciosa, Luísa Carlota rapidamente dominou o marido, ganhou o coração do rei e passou a produzir crianças a quem eram concedidas honrarias e status de Infantes de Espanha. Entre 1820 e 1834 o casal teve onze filhos. A família vivia em uma ala do palácio real de Madrid, mas também passava períodos nos palácios de La Granja, Aranjuez e Sevilha.
A posição de Francisco e de sua esposa na corte era, no entanto, modesta. Ele era apenas o quinto na linha de sucessão, depois do infante Carlos e de seus três filhos. Ansioso por gerar descendentes, Fernando VII, que não teve filhos de suas duas primeiras esposas, casou-se pela terceira vez, quatro meses após o casamento de Francisco. Durante a década de 1820 a Espanha era um país em constante turbulência política e enfrentava grandes dificuldades. A economia foi devastada pela guerra de independência da França e pela perda das colônias espanholas na América continental. Uma revolução em 1820 impôs a Fernando VII a constituição liberal de 1812. Este período durou três anos. Em 1823, com a aprovação da Grã-Bretanha, França, Rússia, Prússia e Áustria, o exército francês invadiu a Espanha e restabeleceu o poder absoluto do rei. A constante tensão política entre liberais e conservadores, que encontravam-se em vantagem, continuou. Em meio a essa disputa política o infante, grato, leal e subserviente ao irmão, apoiou as políticas conservadoras de Fernando VII. Porém, como tinha pontos de vista moderados, o partido ultra-realista na corte o via como um liberal .
De temperamento pacífico, Francisco interessava-se mais pela arte do que pela política. O infante, que na infância recebera aulas de desenho do pintor e miniaturista Antonio Carnicero, foi ele próprio um pintor amador. Algumas de suas obras, incluindo uma pintura a óleo de São Jerônimo, sobreviveram à sua época. Ele tinha especial predileção pela música. Até ser forçado a exilar-se em 1808, Francisco teve aulas de música com Pedro Anselmo Marchal e de violino com Francesco Vaccari. Ele era um hábil cantor e sua voz tinha características de baixo. Seus apartamentos no palácio real eram local para encontro de músicos e cantores e o infante chegava mesmo a cantar nas noites musicais no palácio real na companhia de cantores profissionais. Desde sua juventude e até o fim da vida, Francisco reuniu uma extensa coleção de 700 partituras. Esta coleção, adquirida pela Biblioteca Nacional da Espanha, encontra-se preservada nos dias atuais. Quando Fernando VII criou o Real Conservatório Superior de Música de Madrid em 1830, fez do infante um membro honorário.

## Disputas políticas

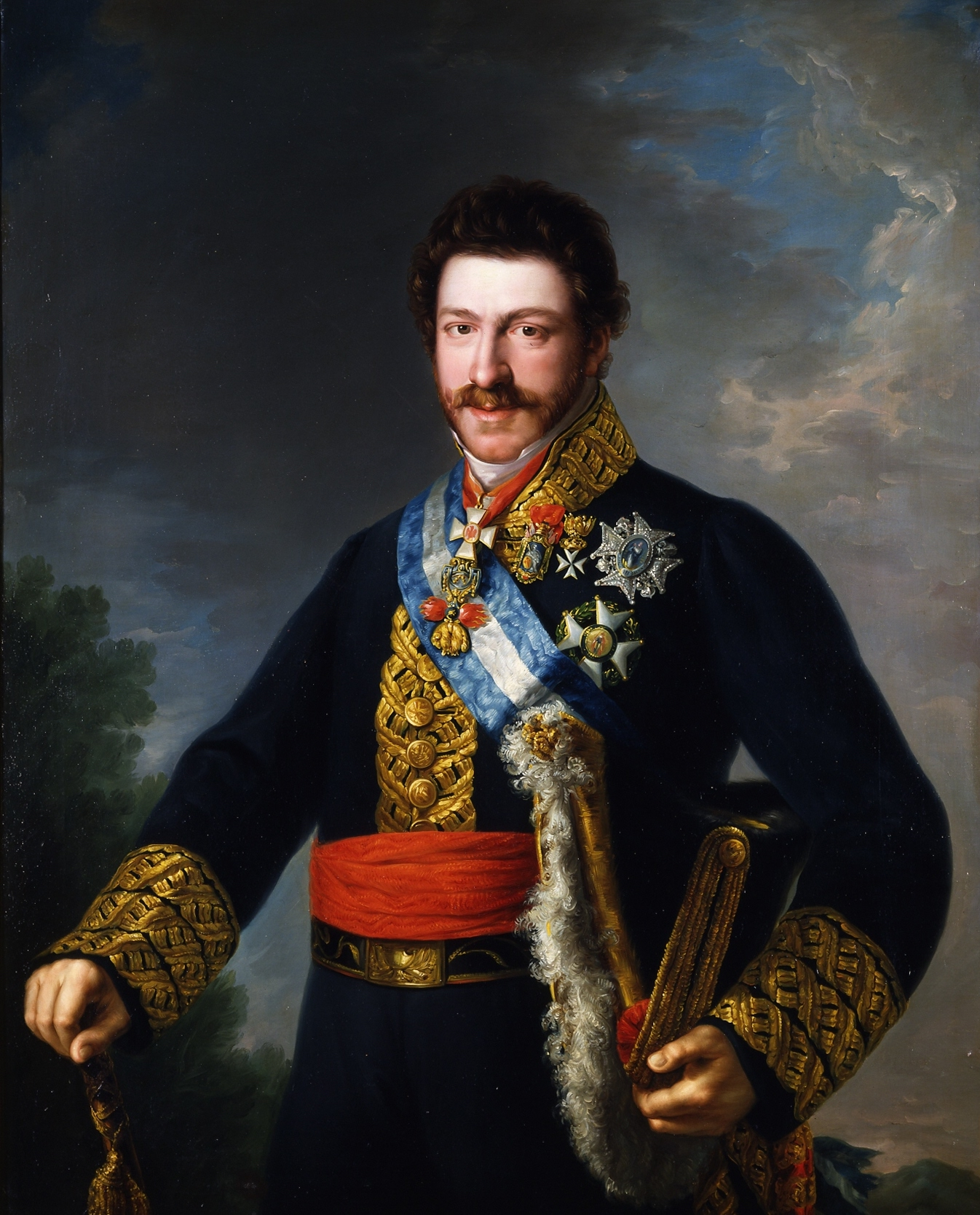
O Infante, por Bernardo López Piquer.

O rei Fernando VII não teve filhos durante toda a década de 1820. Sua terceira esposa, Maria Josefa Amália da Saxônia, era estéril. Neste cenário, criou-se a expectativa de que a sucessão recairia sobre o infante Carlos. Religioso e conservador, Carlos era casado com a infanta de Portugal Maria Francisca de Bragança e tinha três filhos. Francisco apoiou as posições políticas absolutistas de seus irmãos, ainda que ele mesmo tivesse uma visão liberal moderada, mas sua enérgica esposa arrastava-o frequentemente a disputas políticas intermináveis. Embora estivesse constantemente grávida, Luísa Carlota intrometia-se de forma entusiasmada nos assuntos de governo. Como nutria uma antipatia por Maria Francisca e por sua irmã (a infanta Maria Teresa de Bragança, viúva do infante Pedro Carlos, primo de Francisco), Luísa Carlota estava determinada a impedir que Carlos sucedesse Fernando VII. A oportunidade surgiu com a morte da rainha Maria Josefa, em maio de 1829. Luísa Carlota tinha uma boa relação com o rei e conseguiu convencê-lo a se casar com sua irmã, a princesa Maria Cristina de Bourbon-Duas Sicílias. O casamento ocorreu em dezembro do mesmo ano. A mais velha das duas filhas de Fernando VII e Maria Cristina, Isabel, tornou-se herdeira da coroa graças, em grande parte, à intervenção de Luísa Carlota. Carlos e sua família se opuseram à mudança na ordem de sucessão e tiveram que deixar o país. Fernando VII morreu pouco depois, em 29 de setembro de 1833.
Com a ascensão de Isabel II ao trono, com apenas três anos de idade, Francisco ficou desapontado por não ter sido incluído no novo governo pela rainha-mãe regente. Três meses depois da morte de Fernando VII, Maria Cristina contraiu secretamente um casamento morganático com um sargento da guarda real, o que gerou um sério atrito com Luísa Carlota. Em poucos meses, Francisco e sua esposa começaram a conspirar contra a regente com o apoio dos liberais. A Espanha mergulhou no tumulto quando Carlos e seus seguidores ultra-realistas tentaram tomar o poder à força, desencadeando uma guerra civil (1833 -1839). Maria Cristina manteve-se no poder com a ajuda dos moderados. Ela desconfiava de sua ambiciosa irmã e quando, em 1837, Francisco reivindicou um lugar no senado, Maria Cristina recusou-se a aprovar sua nomeação. Além de frustrar os planos do infante, a atitude da regente cimentou a inimizade entre ela e Luísa Carlota. A relação entre as irmãs nunca se recuperou. Francisco e sua esposa passaram os cinco anos seguintes promovendo intrigas contra Maria Cristina, na tentativa de minar seu poder. Essas intrigas políticas chegaram a tal ponto que a regente ordenou a eles que deixassem o país.

## Exílios e retornos

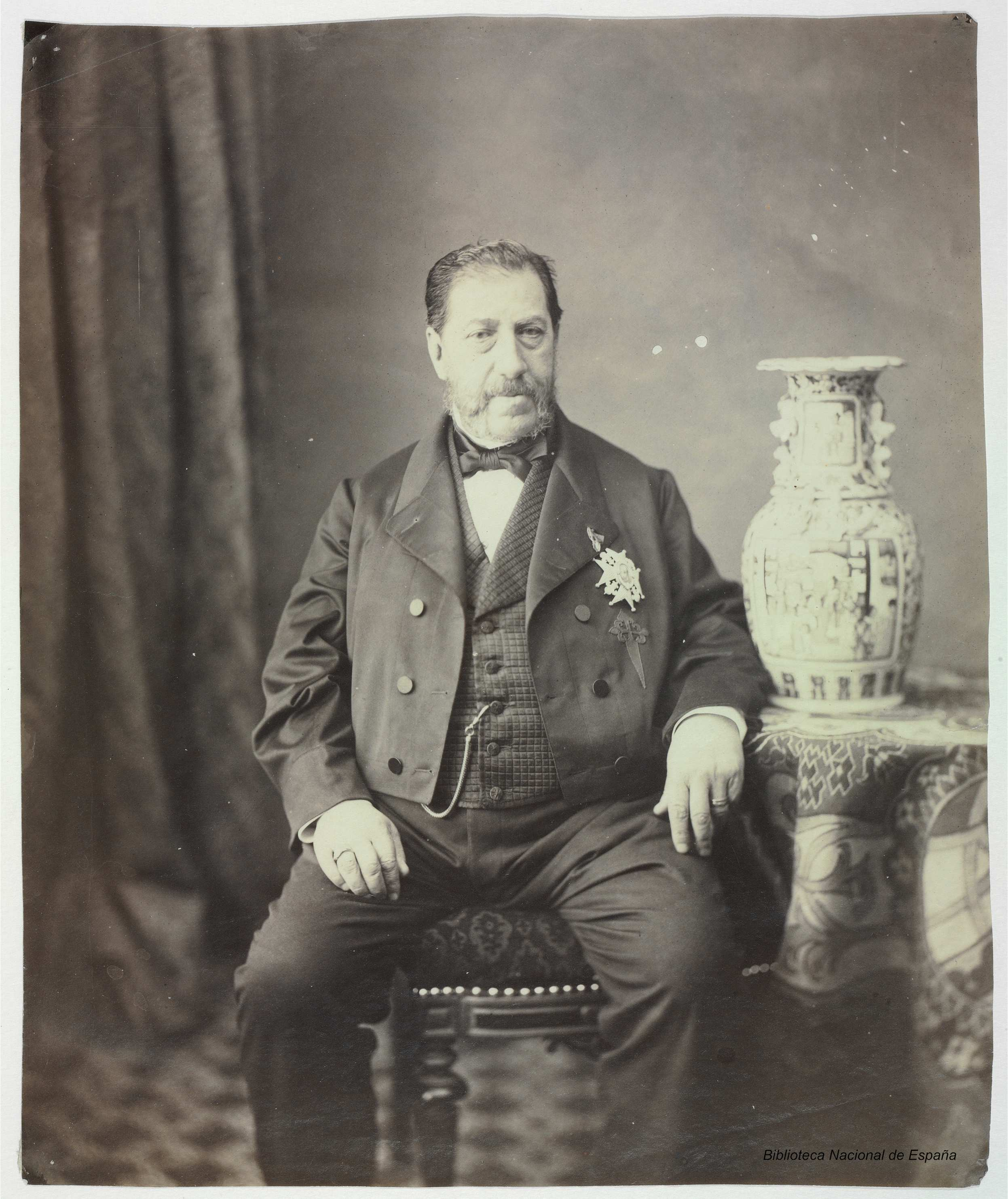
Francisco, fotografado pelo Infante Sebastião de Bourbon e Bragança.

Na primavera 1838, Francisco, sua esposa e seus filhos exilaram-se na França, acompanhados do secretário pessoal do Infante, o conde de Parcent. Eles encontraram uma posição de destaque na corte do rei Luís Filipe, cuja esposa, a rainha Maria Amélia, era tia de Luísa Carlota. A duquesa de Dino, que conheceu Francisco e sua família na corte francesa, descreveu-os como se segue: "A Infanta é muito bonita, com um rosto que, embora abatido, não é de forma alguma menos austero, grosseiramente falando. Eu me senti muito à vontade com ela, embora seja bastante formal. O marido dela é ruivo e feio e toda a tribo de pequenos infantes, meninos e meninas, são absolutamente detestáveis". Enquanto isso, na Espanha, o general Espartero, que comandou a vitória sobre os carlistas em 1839, assumiu o cargo de primeiro-ministro. Ele logo se transformou em um ditador, forçando a rainha Maria Cristina a renunciar à regência e enviando-a para o exílio na França em outubro de 1840. A queda da rainha-mãe regente abriu as portas para o regresso de Francisco.
Uma vez de volta à Espanha, Francisco e Luísa Carlota estabeleceram-se inicialmente em Burgos, devido a proibição imposta por Espartero que impedia que o casal se aproximasse da capital. Finalmente, o regente cedeu e permitiu-lhes viver em Madrid, mas não no palácio real. O casal esperava influenciar a rainha para promover seu plano de se casar a ela e sua irmã, a infanta Luísa Fernanda, com seus filhos, os infantes Francisco de Assis e Henrique. Quando eles tentaram pressionar Espartero a sancionar os casamentos duplos, em agosto de 1842, ele os baniu para Zaragoza.
Chegando a Zaragoza em outubro de 1842, Francisco e sua esposa encontraram-se no centro da oposição ao governo de Espartero. Em novembro, os partidários do infante tentaram provocar um golpe de estado para derrubar a regência em seu favor. Quando o plano foi descoberto, Espartero expulsou mais uma vez o casal do solo espanhol. No entanto, seu novo exílio durou pouco. Em julho de 1843, um levante militar combinado a uma conspiração dos moderados derrubou a regência. Os rebeldes declararam a maioridade da rainha Isabel e Espartero foi para o exílio na Inglaterra.
O infante Francisco regressou a Madrid com sua família e passou a residir em sua própria residência, o Palácio de San Juan, construído em 1815 por Fernando VII, próximo ao parque de El Retiro. Eles também tinham uma casa bastante próxima do palácio real, no número 40 da rua La Luna. Em 29 de janeiro de 1844, Luísa Carlota morreu repentinamente de sarampo, aos 39 anos de idade. Viúvo, Francisco continuou vivendo no palácio de San Juan. Ele desejava casar-se novamente e fez uma proposta para sua cunhada e sobrinha, a princesa Maria Carolina de Bourbon-Duas Sicílias, mas os planos não foram adiante. Ele renovou seus esforços no seu projeto de casar sua sobrinha com um de seus dois filhos, mas não foi bem sucedido. Porém, sob a pressão da diplomacia francesa, Maria Cristina, que pessoalmente não gostava de seu sobrinho Francisco de Assis, concordou em permitir o casamento de Isabel II com o primo. Antônio, duque de Montpensier, filho mais novo do rei Luís Filipe da França, foi o escolhido para desposar a infanta Luísa Fernanda. O rejeitado infante Henrique envolveu-se em uma conspiração e teve que seguir para o exílio.

## Últimos anos

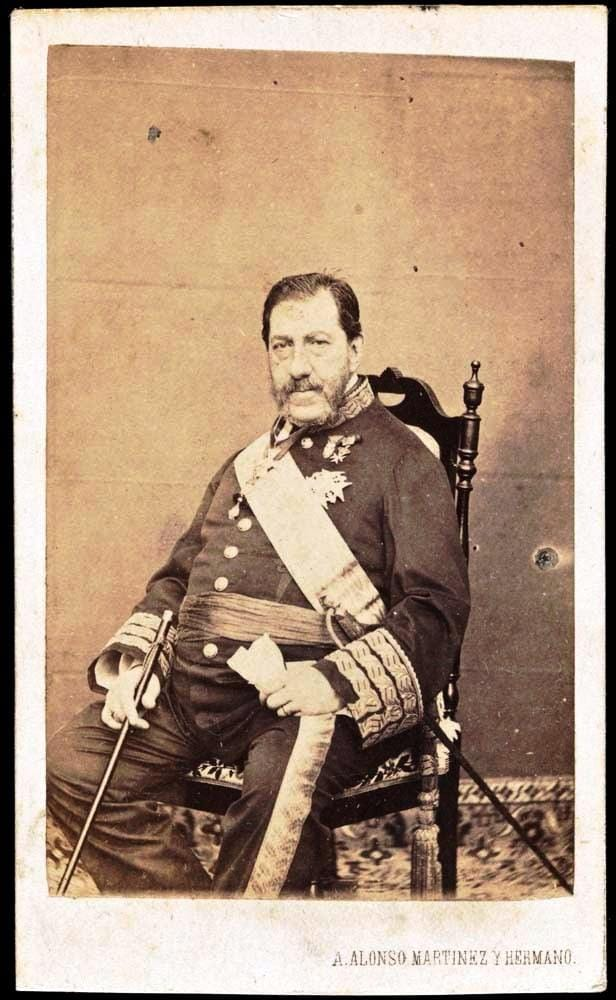
Francisco em seus últimos anos.

Como seu filho, Francisco de Assis, tornou-se rei consorte em 10 de outubro de 1846, a condição do infante na corte elevou-se. Ele era muito querido por Isabel II e uma de suas filhas, a infanta Josefina, tornou-se a melhor amiga da rainha. No entanto, o casamento entre o seu filho e sua sobrinha foi infeliz. Em 1849, Francisco de Paula tentou intervir, em um esforço para conciliar os cônjuges. Ele ficou ao lado da rainha, mas porque, à mesma época, havia sugerido a ela formar um gabinete com membros do partido progressista. O governo moderado o expulsou da Espanha e ele só foi autorizado a retornar em 1850.
De volta à Espanha, Francisco de Paula envolveu-se em um escândalo. Ele foi encontrado de olhos vendados enquanto participava de jogos sexuais com duas mulheres. Por fim, aos cinquenta e oito anos de idade, o infante contraiu um casamento morganático, em 19 de dezembro 1852, em Madrid. Pouco se sabe sobre sua segunda esposa, Teresa de Arredondo y Ramirez de Arellano, exceto que ela era de Múrcia e que era uma boa dançarina. Sua idade é desconhecida, mas ela era muito mais jovem que o marido e tinha posses, pois trouxe um dote considerável para o casamento. O casal teve um filho, Ricardo Maria de Arredondo, nascido apenas uma semana após o casamento, em 26 de dezembro de 1852. A criança não foi autorizada a utilizar o sobrenome Bourbon, mas Isabel II concedeu-lhe o título de Duque de San Ricardo em 1864.
Seu segundo casamento durou 12 anos e foi feliz. Em cartas e documentos, Francisco de Paula elogiava a dedicação de sua esposa para com ele. Embora levassem uma vida discreta no palácio de San Juan, o infante era visto com frequência em eventos da corte, mas sempre sem a esposa. Teresa morreu ainda jovem, em 29 de dezembro de 1863. Seu filho, então com onze anos de idade, foi entregue aos cuidados da avó materna. Em seu testamento Francisco tentou proteger a herança do menino, colocando-o sob a proteção de Isabel II. Menos de um ano depois de sua segunda viuvez, ele morreu, em 13 de agosto de 1865, de câncer de cólon. Seu desejo era ser sepultado na igreja de San Francisco mas, devido a sua posição, ele sepultado no Panteão dos Infantes, no Mosteiro do Escorial.

## Casamentos e filhos
Em 12 de junho de 1819, o infante casou-se com sua sobrinha, a princesa Luísa Carlota, filha do rei Francisco I das Duas Sicílias e de sua irmã, a infanta Maria Isabel de Bourbon. Eles tiveram sete filhos:
- Francisco de Assis (1820–1821), infante de Espanha.
- Isabel Fernanda (1821–1897), infanta de Espanha, casada morganaticamente com o conde Ignacy Gurowski, com descendência.
- Francisco de Assis (1822–1902), infante de Espanha e duque de Cádis, rei consorte de Espanha pelo casamento com a rainha Isabel II.
- Henrique (1823–1870), infante de Espanha e duque de Sevilha, morto num duelo travado com seu primo, o duque de Montpensier. Não se casou.
- Luísa Teresa (1824–1900), infanta de Espanha, casada morganaticamente com José Maria Osorio de Moscoso y Carvajal, Duque de Sessa, com descendência.
- Duarte Felipe (1826–1830), infante de Espanha.
- Josefina Fernanda (1827–1900), infanta de Espanha, casada morganaticamente com José Güell y Renté, com descendência.
- Maria Teresa de Bourbon (1828–1829), infanta de Espanha.
- Fernando Maria (1832–1854), infante de Espanha.
- Maria Cristina (1833–1902), infanta de Espanha, casada com Sebastião de Bourbon e Bragança, infante de Portugal e Espanha, com descendência.
- Amália (1834–1905), infanta de Espanha, casada com o príncipe Adalberto da Baviera, com descendência.

Em 19 de dezembro de 1852, casou-se morganaticamente com Teresa de Arredondo y Ramirez de Arellano, de quem teve um único filho:
- Ricardo Maria de Arredondo (1852–1872), duque de San Ricardo. Não se casou.